# Alfons Maria Mucha
Alphonse Maria Mucha (pronúncia local: [ˈalfons ˈmuxa] (escutarⓘ); Ivančice, 24 de julho de 1860 — Praga, 14 de julho de 1939) foi um pintor, ilustrador e designer gráfico checo e um dos principais expoentes do movimento Art Nouveau.

## Biografia
Filho de Andreas Mucha, um oficial de diligências, Alphonse Mucha se interessou pelas artes desde criança. A partir dos 11 anos viveu e estudou (ginásio) em Brno (Brünn), capital da Morávia e começou a cantar no coro na Catedral de São Pedro. Em 1877 não foi admitido na Academia de Belas Artes de Praga. Começou a pintar em 1882 como retratista, conhecendo seu primeiro mecenas, o Conde Khuen-Belassi. Graças ao mecenas Mucha viaja pelo norte da Itália e consegue frequentar a Academia de Belas Artes de Munique.
É em 1888 que Mucha executa seus primeiros trabalhos de lustrações para revistas. Em 1892, juntamente com Georges Rochegrosse, ilustra a obra Scénes et épisodes de l'histoire d'Allemagne, do historiador Charles Seignobos.
Sua primeira exposição individual ocorre em 1897, organizada pelo Journal des Artistes na galeria La Bodinière, em Paris. Aceita o convite de viajar para os EUA em 1904, onde lecionará aulas de pintura em Nova York, Filadélfia e Chicago. sua intenção é guardar dinheiro para realizar o sonho de se dedicar a pinturas de teor patriótico da cultura eslava.
Mucha casou-se com Marie Chytilová em Praga em 10 de junho de 1906, após conhecê-la em Paris. Tiveram dois filhos, Jaroslava, nascida em Nova York e Jiří, nascido em Praga. Morreu de pneumonia em 14 de julho de 1939. Seu último quadro é O Juramento de União dos Eslavos.
Entre seus trabalhos mais conhecidos estão os cartazes para os espetáculos de Sarah Bernhardt realizados na França, de 1894 a 1900 e uma série chamada Epopéia Eslava, elaborada entre 1912 e 1930.
Alphonse Mucha foi o responsável por seus cartazes dos espetáculos em art nouveau.

## Galeria

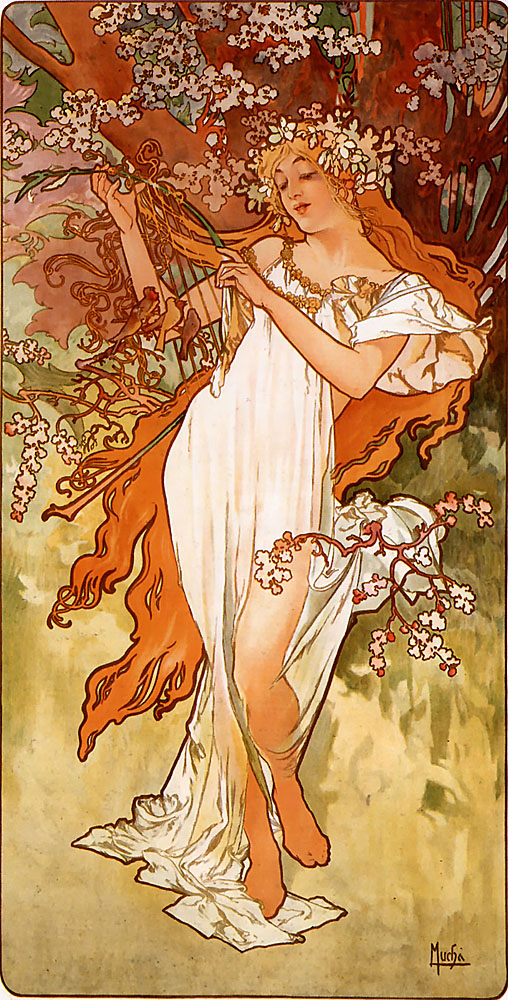
Primavera (1896)
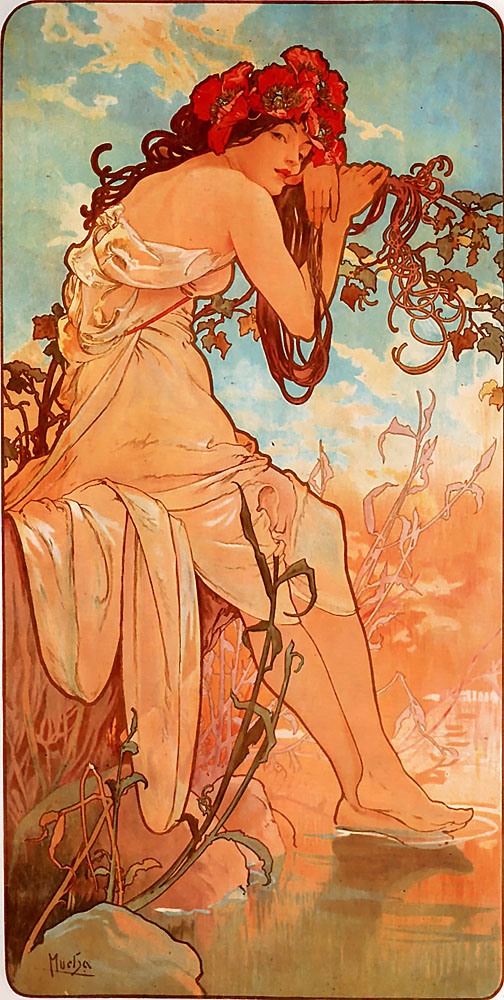
Verão (1896)
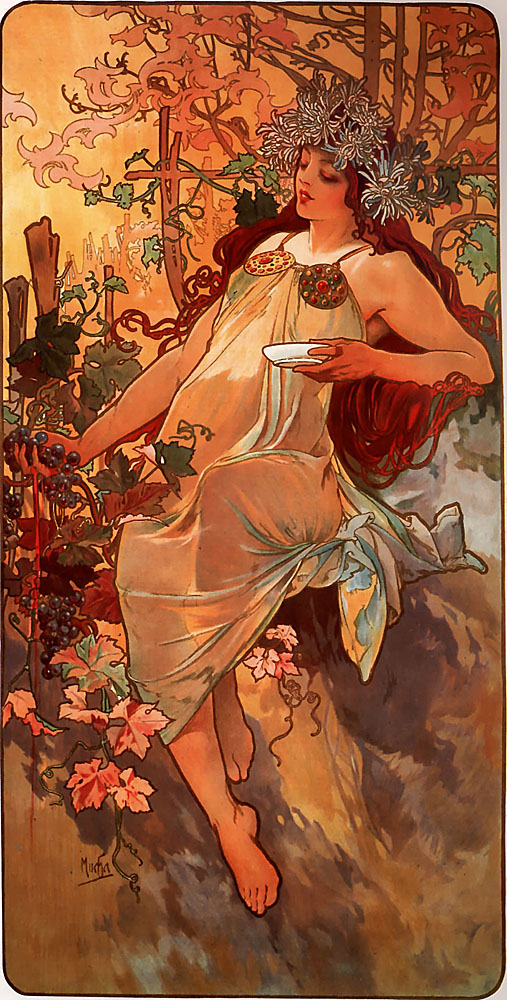
Outono (1896)
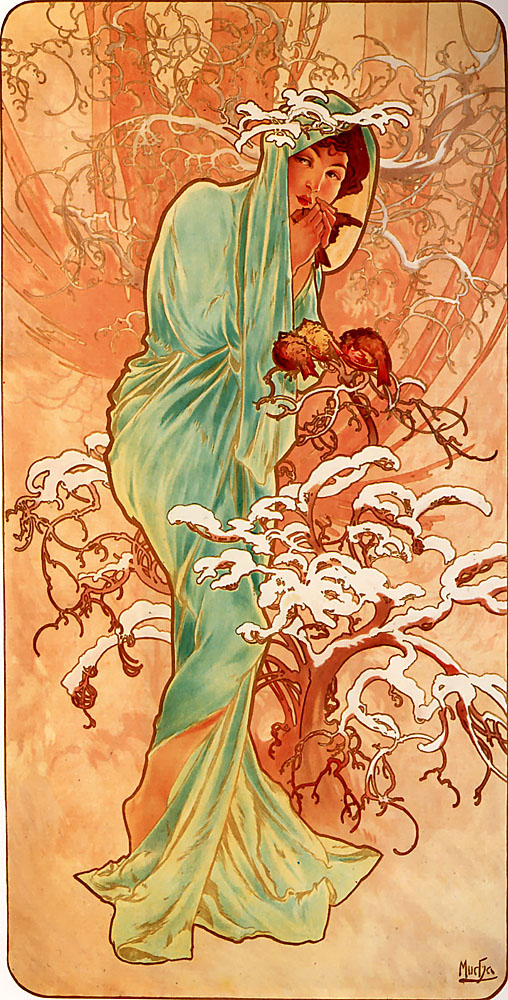
Inverno (1896)
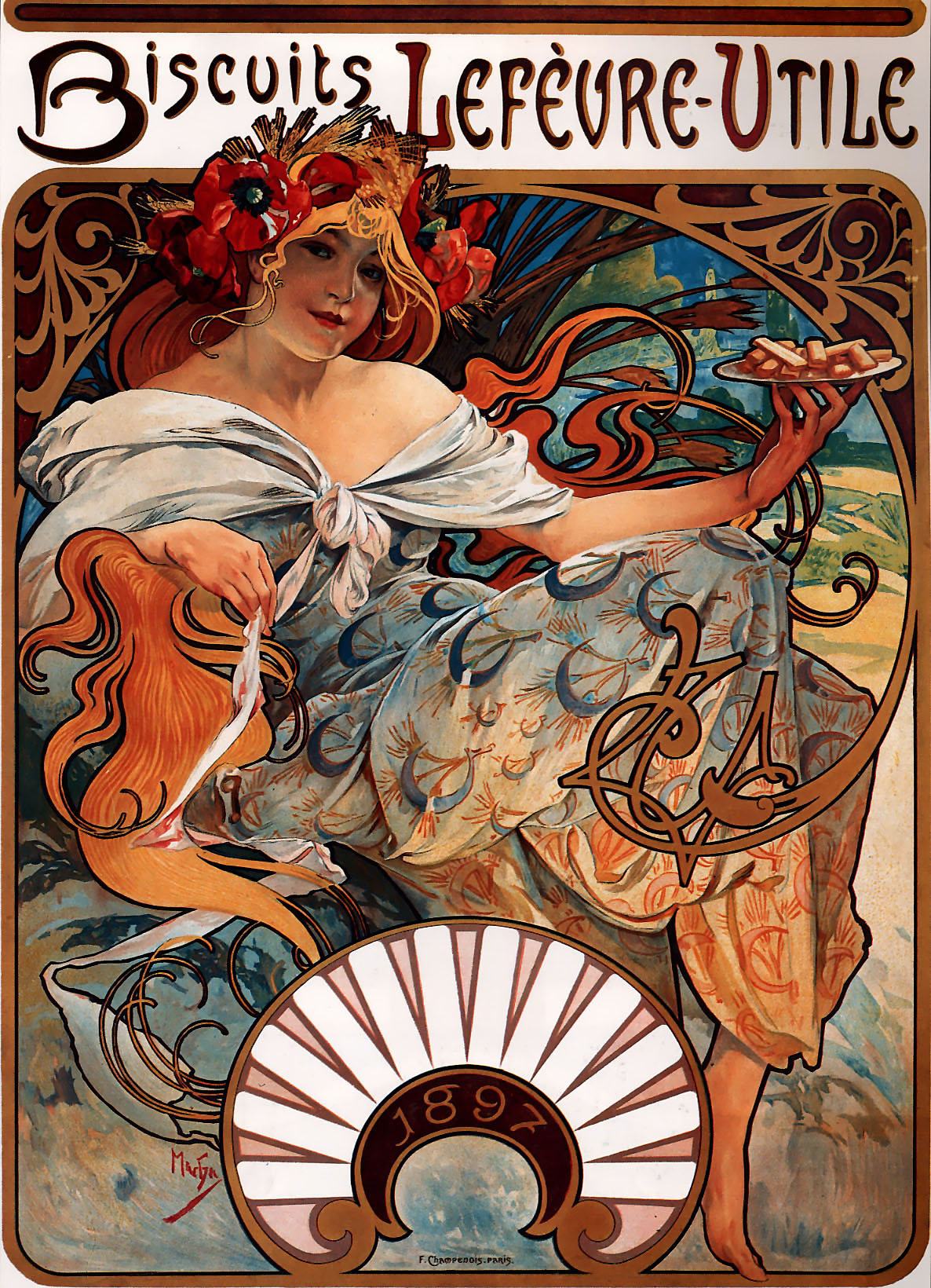
Cartaz publicitário: Biscuits Lefèvre-Utile (1896)
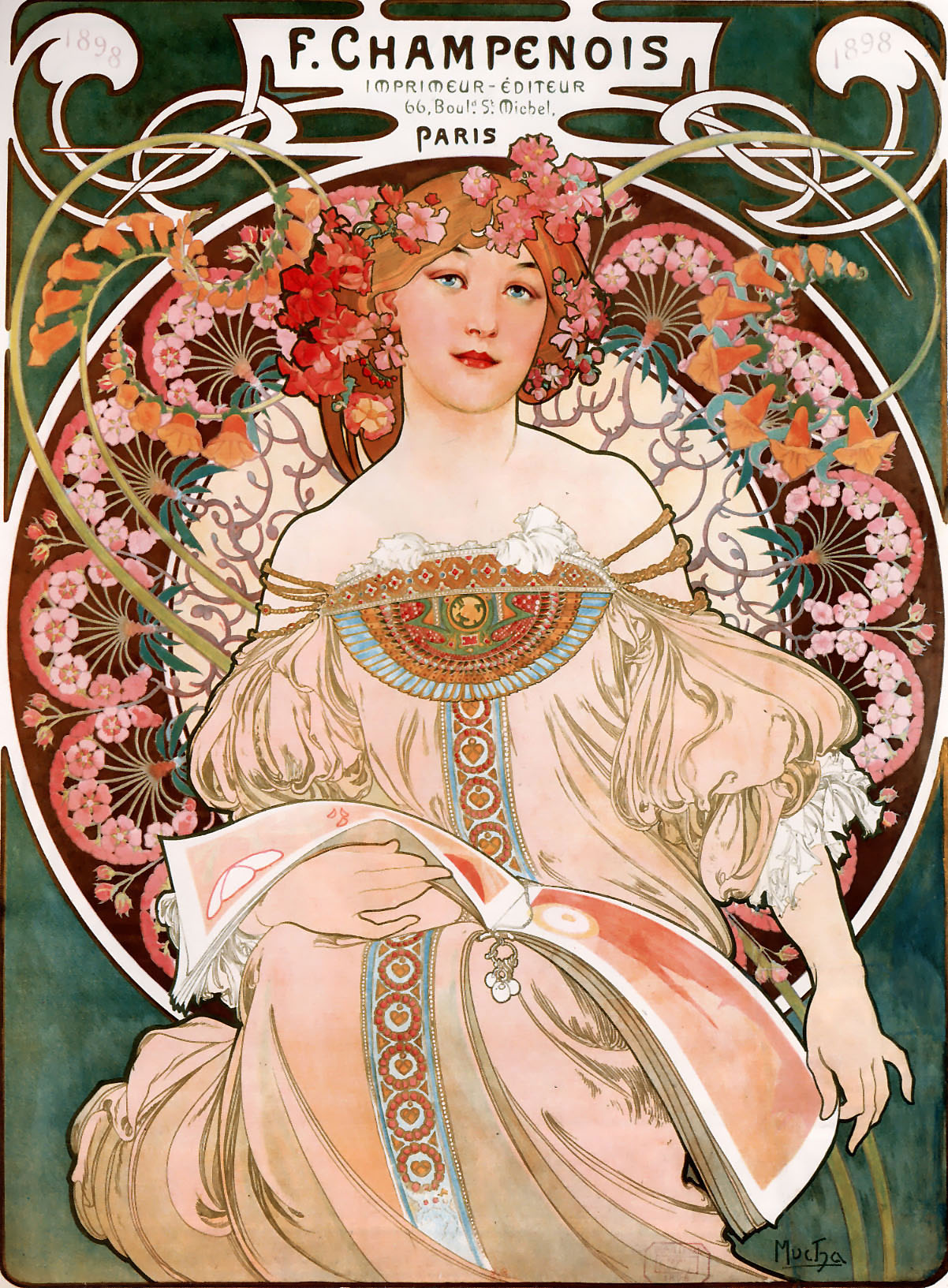
Cartaz publicitário: F. Champenois Imprimeur-Éditeur (1897)
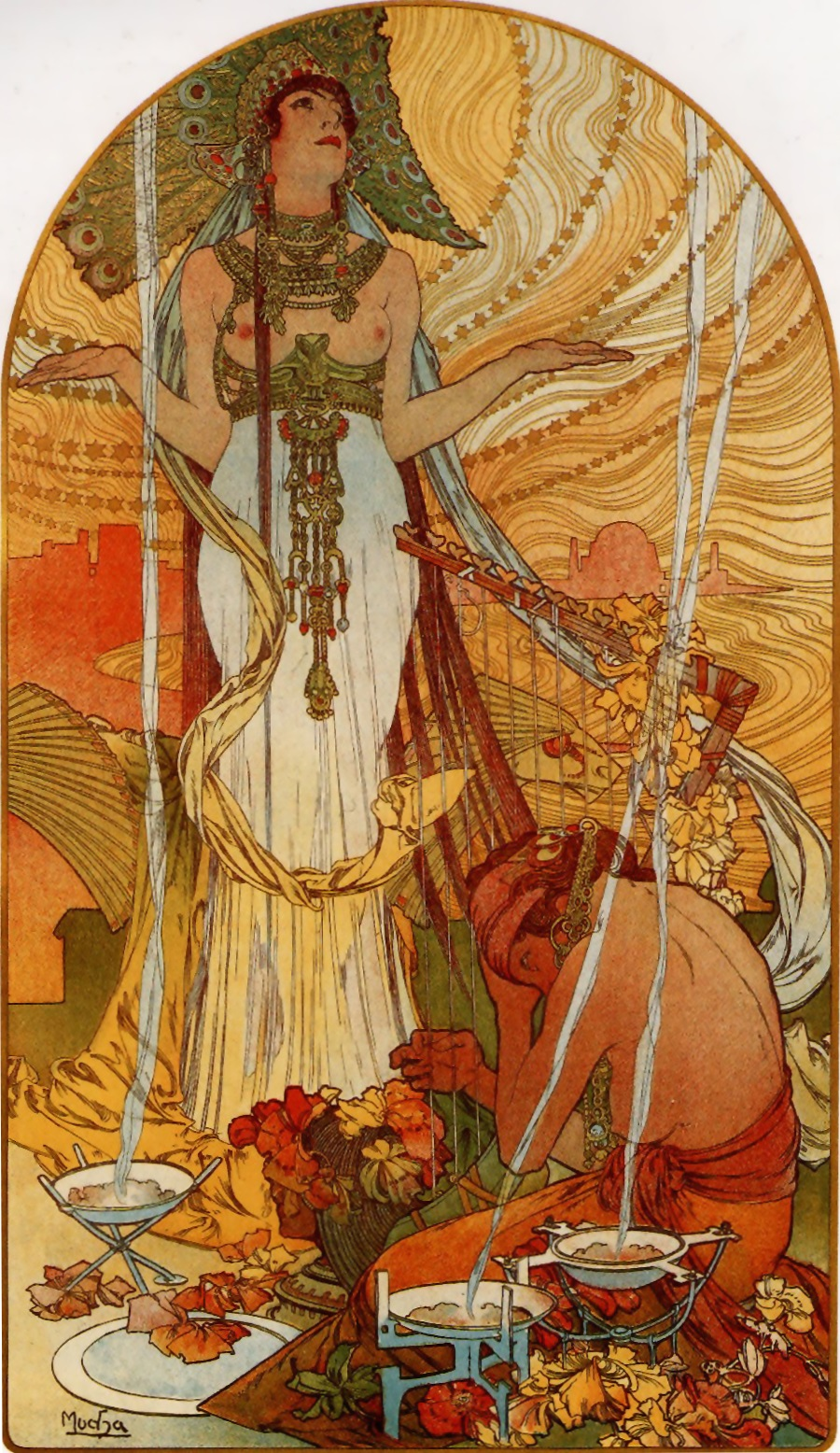
Salammbô (1896)
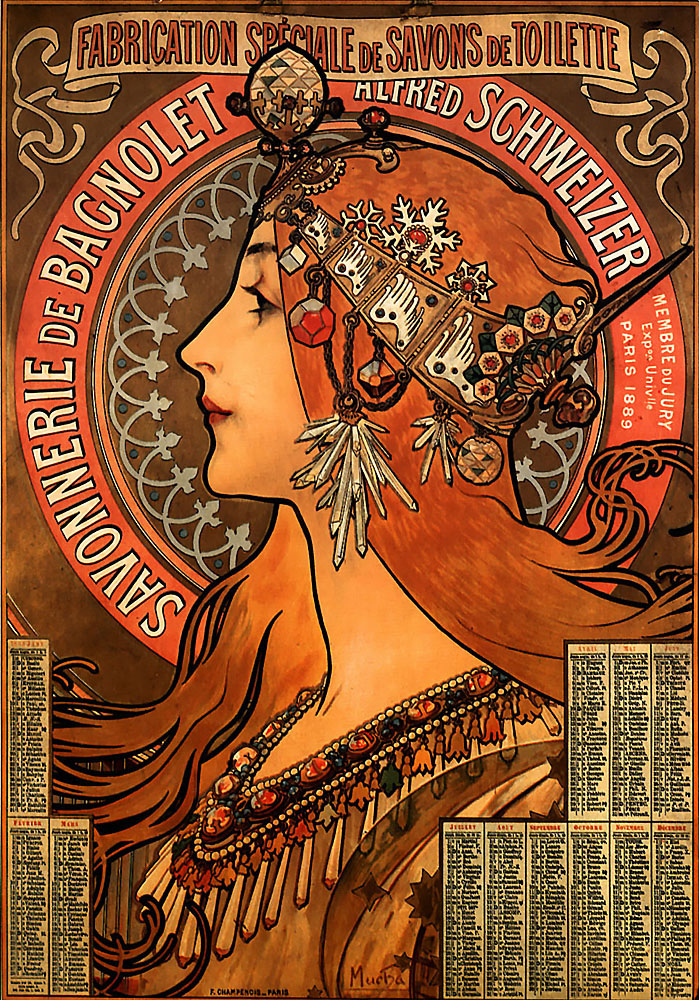
Cartaz publicitário: Savonnerie de Bagnolet (1897)
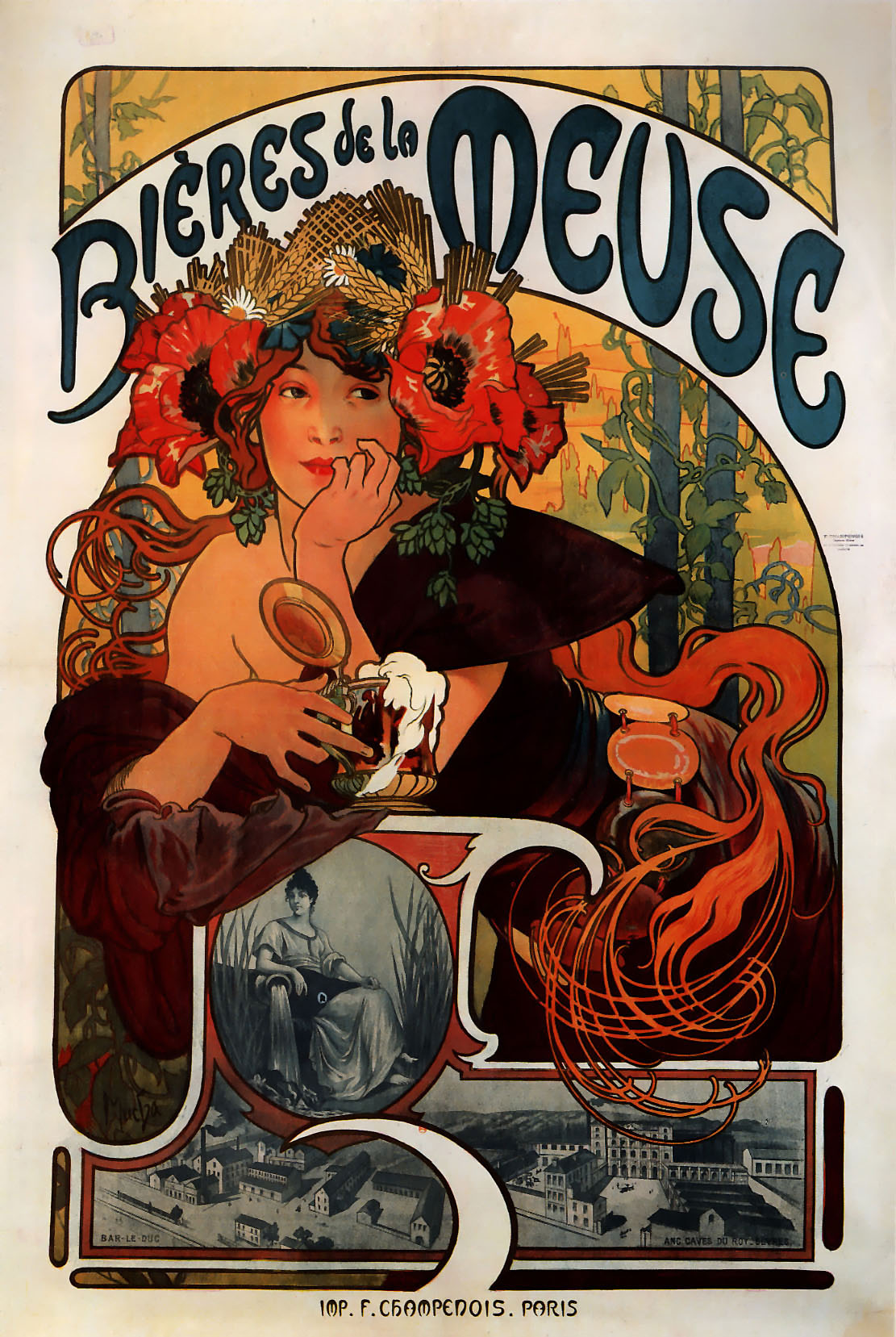
Cartaz publicitário: Bières de la Meuse (1897)
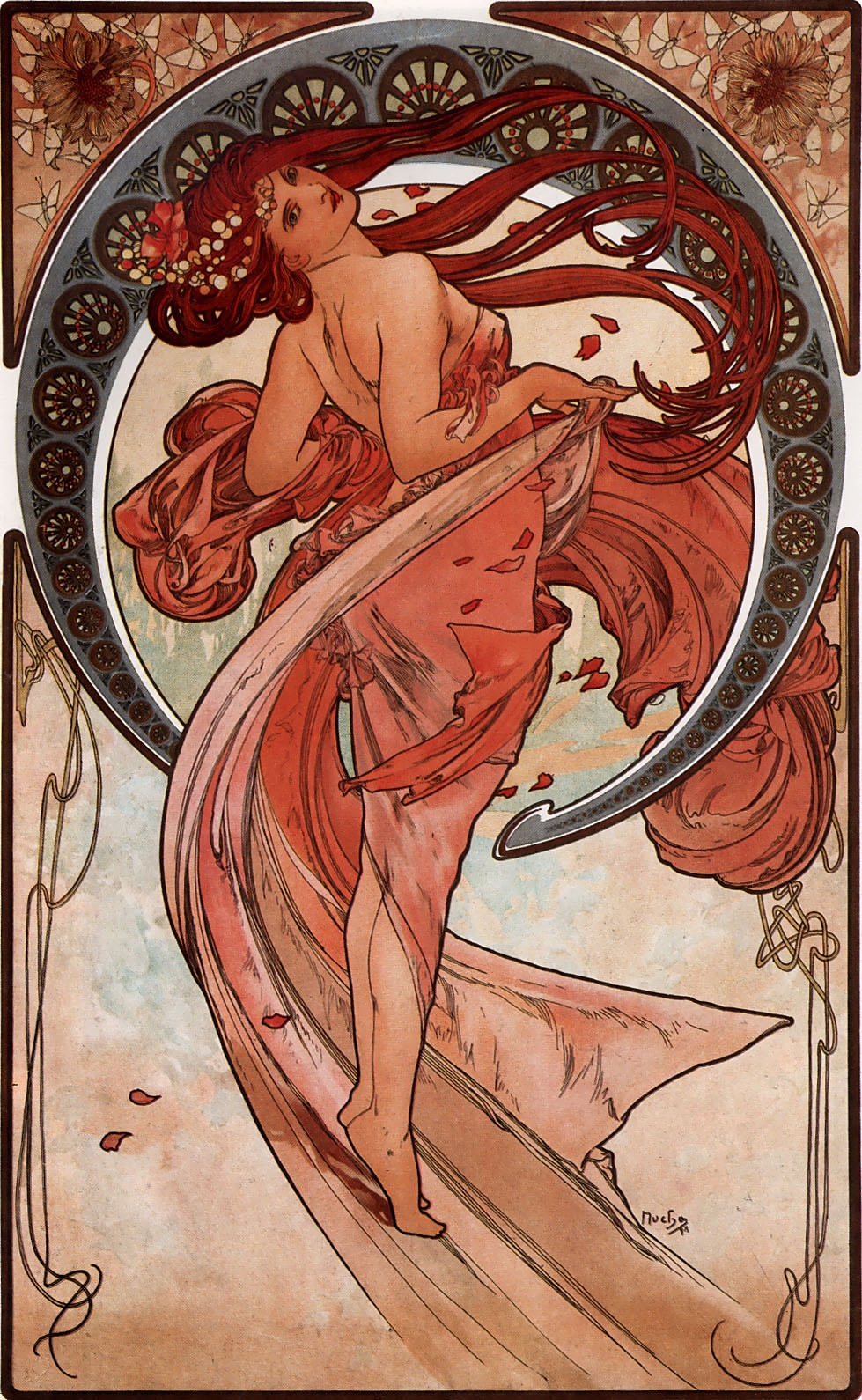
Dança (1898)
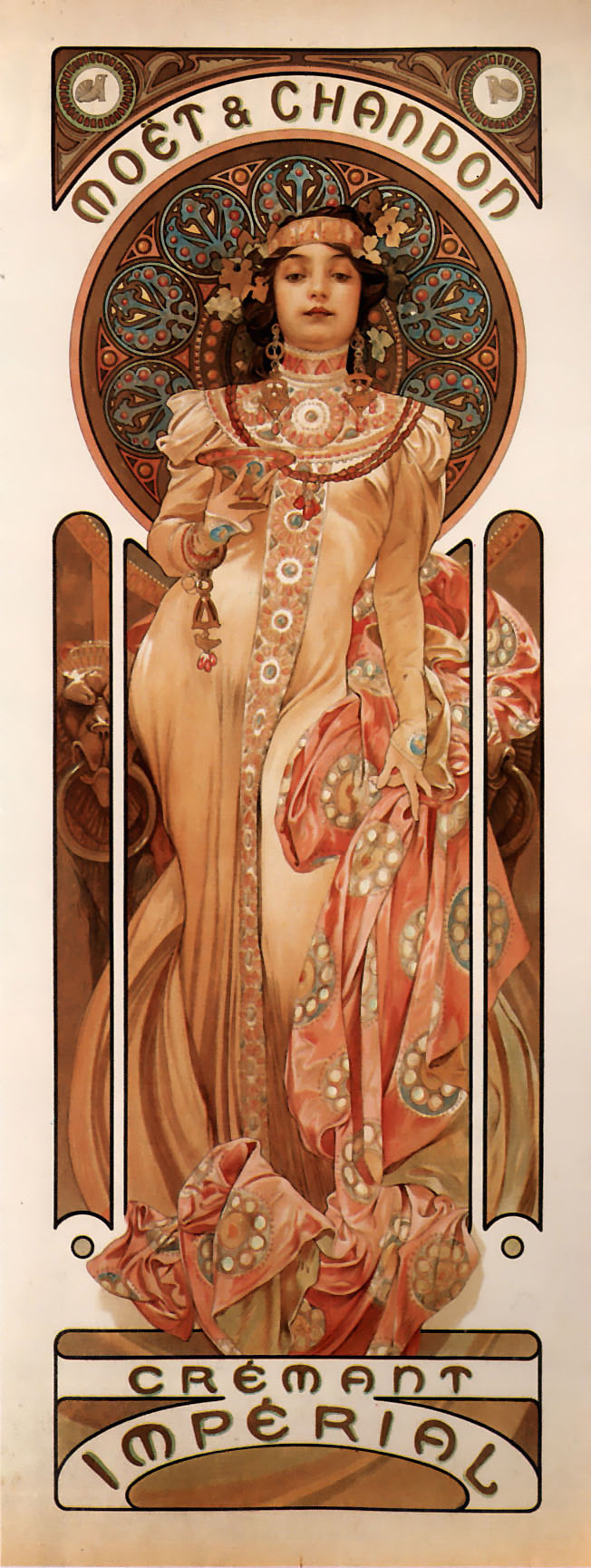
Cartaz publicitário: Moët & Chandon Crémant Impérial (1899)
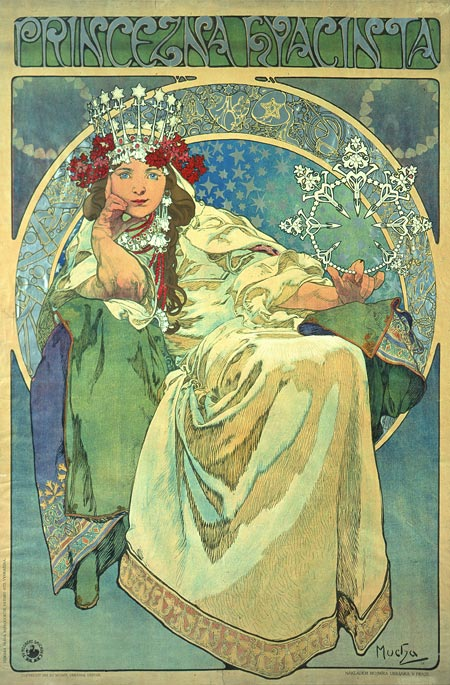
Princesse Hyacinthe (1911)
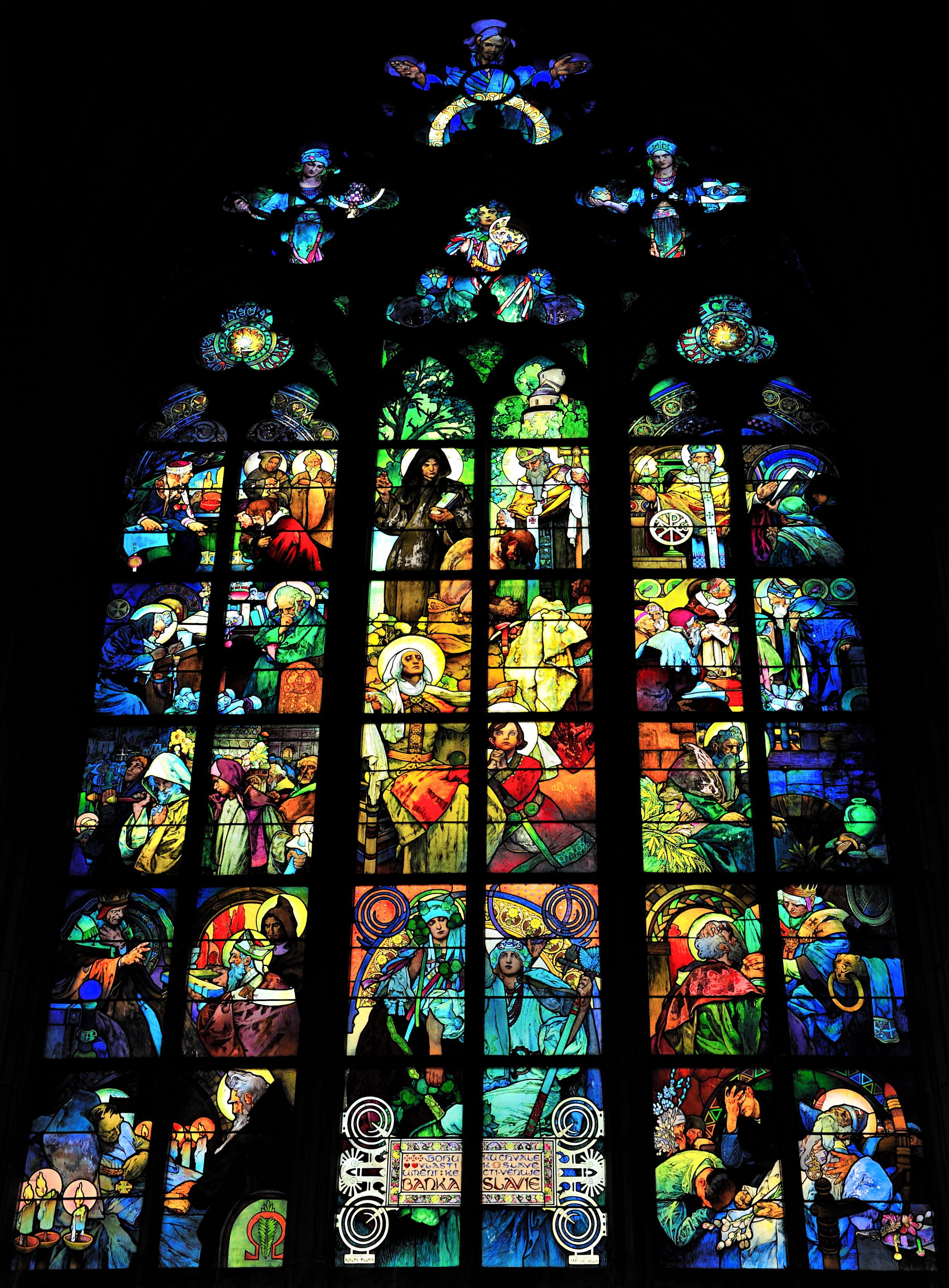
Vitral (Catedral de São Vito, Praga)
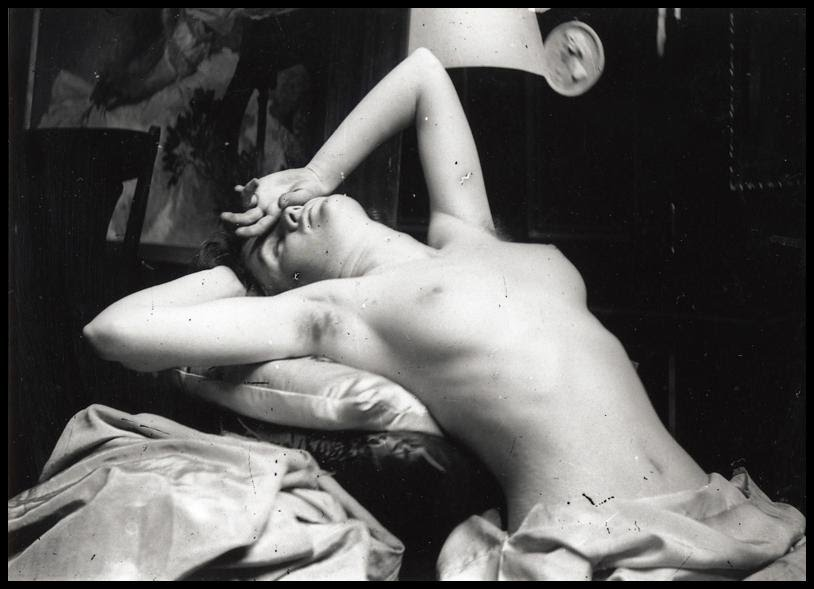
Fotografia
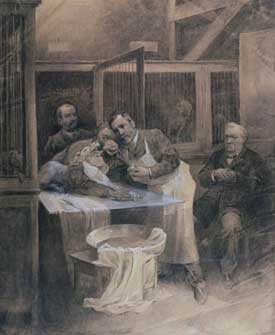
Pasteur e o cão raivoso (desenho)
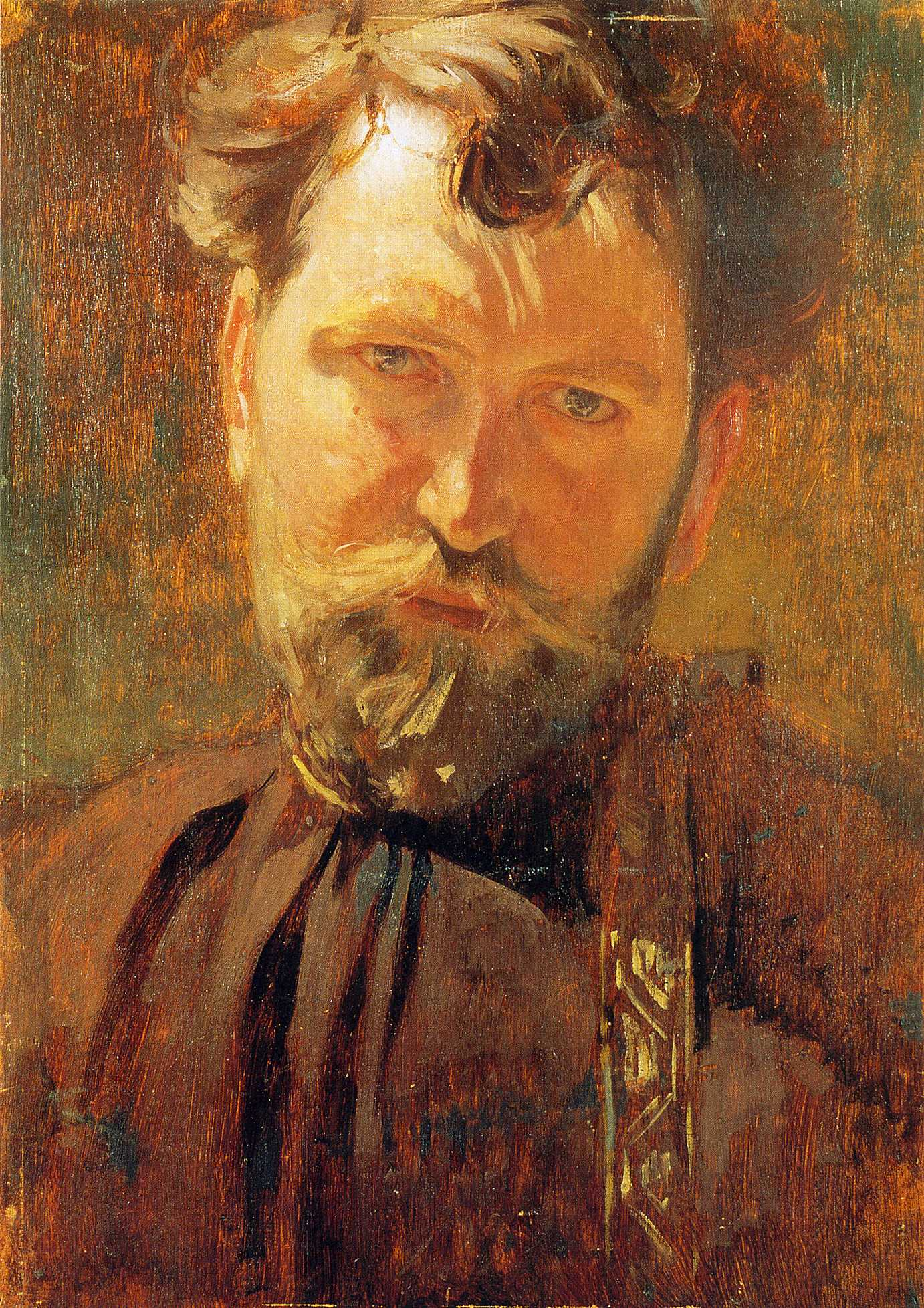
Auto-retrato (pintura), 1899